# 藤村恵子
藤村 恵子（ふじむら けいこ、1962年 - ）は、日本のテレビプロデューサー、映画プロデューサー。山口県山口市出身。

## 経歴
1985年（昭和60年）山口大学人文学部語学文学科英語学専攻卒業。1990年（平成2年）よりテレビマンユニオンに参加。「世界ウルルン滞在記」など、主にドキュメンタリー系TV番組プロデュースに携わる。近年は映画のプロデュースも多い。

## TV番組
- 「世界ウルルン滞在記」（1995〜2008、MBS）
- 「名将の采配」（2009〜2010、NHK）
- 「偉大なるミステリー作家たち」エラリー・クイーン編/レイモンド・チャンドラー編（2009、NHK･BS）
- 「舞姫」誕生120年企画「鴎外の恋人〜エリスの正体を追う」（2010、NHK･BS）
- 「世界ウルルン滞在記2011 春のスペシャル」（2011、MBS）
- 「向井理の熱血授業SP・世界の夢を見に行こう」（2012、MBS）
- 「負けてたまるか！春よ来い！人生応援テレビ」（2013、MBS）
- プレミアムドラマ「どくとるマンボウ・ユーモア闘病記〜作家・北杜夫とその家族〜」（2013、NHK･BS ）
- プレミアムドラマ「小暮写眞館」（2013、NHK･BS ）
- ヒロシマ被爆70年ドラマ「復興を支えた市民たち〜走れ、三輪トラック〜」（2014、NHK･BS ）
- 「向井理がラオスで見た未来への生きるヒント」（2015、BSフジ）
- 「男子旅」（2016、Dlife）
- 「松坂桃李  遥かなるシルクロードの旅」（2017、BS-TBS）
- 「きじまりゅうたの小腹がすきました」（NHK)　＃4～キャスティングのみ
- BS4K開局記念特番「映像詩 宮沢賢治 銀河への旅～慟哭の愛と祈り～ 」（2018、NHK BS4K）　180分版、90分版前後編
- ETV特集「宮沢賢治 銀河への旅～慟哭の愛と祈り～ 」（2019、NHK Eテレ）
- 「映像詩 宮沢賢治 銀河への旅 」＃1～＃4（2019、NHK BS4K、国際版）
- 「世界ウルルン滞在記」2時間スペシャル（2019）
- 「ハンサムゼミ＃1~12」（2020、MBS）
- 「皇后四代」「天皇陛下 はじめての一人旅」（2020、NHK BSP）
- 「希林と裕也〜トリックスターによる昭和・平成史〜」（2022、NHK BSP）衛星放送協会オリジナル番組アワード　ドキュメンタリー番組グランプリ
- 木曜プラチナイト「５分後に意外な結末」監督：守屋健太郎、佐藤善木（2022, YTV ）
- 「業の花びら〜宮沢賢治 父と子の秘史〜」（2023、NHK BSP）

## 映画
- 「スクールデイズ」（2005）
- 「TAKI183」（2006）※キャスティング
- 「スキージャンプ・ペア 〜Rord to Torino2006〜」（2006）※キャスティング
- 「シーサイドモーテル」（2010）
- 「がんばっぺフラガール！〜フクシマに生きる。彼女たちのいま」（2011）
- 「宇宙兄弟」（2012）※キャスティング
- 「その夜の侍」（2012）[2]
  - 赤堀雅秋監督が新藤兼人賞金賞、ヨコハマ映画祭森田芳光メモリアル新人監督賞受賞
- 「福福荘の福ちゃん」（2014）[3]
  - 主演の大島美幸がファンタジア国際映画祭にて最優秀女優賞受賞
- 「葛城事件」（2016）[4]
- 短編「どちらを」（2018）（英題『Duality』）第71回カンヌ国際映画祭 短編部門正式出品
- 短編「はずれ家族のサーヤ」（2018）　ndjc若手映画作家育成プロジェクト2018

## その他
- Tiffany & ゼクシィ　「ティファニーブルー」（2017、2018、2019）※キャスティング
- Abema「私たち結婚しました」キャスティング